# 泰格利利 (加利福尼亞州)
泰格利利（英語：Tiger Lily）是位於美國加利福尼亞州埃爾多拉多縣的一個非建制地區。該地的面積和人口皆未知。

## 地理
泰格利利的座標為38°40′52″N 120°46′30″W / 38.68111°N 120.77500°W，而該地的平均海拔高度為634米（即2080英尺）。